# Bass (Familienname)
Bass, seltener Baß ist ein Familienname aus dem englischsprachigen Raum.

## Namensträger

### A
- Alfred Bass (1867–nach 1941), österreichischer Arzt und Holocaustopfer
- Alfred Bass (1921–1987), britischer Schauspieler, siehe Alfie Bass
- Andri Bass (* 2001), Schweizer Unihockeyspieler
- Anna Bass (1876–1961), französische Künstlerin

### B
- Bailey Bass (* 2003), US-amerikanische Schauspielerin
- Benny Bass (1903–1975), US-amerikanischer Boxer
- Bernard M. Bass (1925–2007), US-amerikanischer Psychologe
- Bero Bass (* 1980; Bernas Avşar), deutsch-kurdischer Rapper
- Bobby Bass (1936–2001), US-amerikanischer Stuntman
- Brandon Bass (* 1985), US-amerikanischer Basketballspieler

### C
- Charles Bass (* 1952), US-amerikanischer Politiker
- Charlotta Bass (1880–1969), US-amerikanische Verlegerin, Bürgerrechtlerin
- Cody Bass (* 1987), kanadischer Eishockeyspieler

### D
- Dave Bass (* 1950), US-amerikanischer Jurist und Jazzpianist
- Dick Bass (Unternehmer) (Richard Bass; 1929–2015), US-amerikanischer Unternehmer und Bergsteiger
- Dick Bass (Footballspieler) (Richard Lee Bass; 1937–2006), US-amerikanischer American-Football-Spieler

### E
- Eduard Bass (1888–1946), tschechischer Schriftsteller, Sänger und Schauspieler
- Edward Bass (* 1945), US-amerikanischer Geschäftsmann, Bankier, Philanthrop und Umweltschützer
- Erwin Baß (1895–1976), deutscher Mediziner und Hochschullehrer

### F
- Fontella Bass (1940–2012), US-amerikanische Sängerin, Pianistin und Komponistin
- Frank Bass (1926–2006), amerikanischer Wissenschaftler auf dem Gebiet der Marktforschung und Marketingwissenschaft

### G
- George Bass (Optiker) (um 1700–1770), englischer Optiker
- George Bass (Forschungsreisender) (1771–1803), englischer Forschungsreisender
- George Fletcher Bass (1932–2021), US-amerikanischer Unterwasserarchäologe
- Gina Bass Bittaye (* 1995), gambische Sprinterin

### H
- Hans-Heinrich Bass (* 1954), deutscher Wirtschaftswissenschaftler und Historiker
- Heinrich Bass (auch Heinrich Baß; 1690–1754), deutscher Mediziner
- Hyman Bass (* 1932), US-amerikanischer Mathematiker

### J
- John Bass (Baseballspieler) (1848–1888), US-amerikanischer Baseballspieler
- John Foster Bass (1866–1931), US-amerikanischer Journalist
- John R. Bass, US-amerikanischer Diplomat, Botschafter in Afghanistan und Georgien
- Jon Bass (* 1989), US-amerikanischer Schauspieler
- Jules Bass (1935–2022), US-amerikanischer Filmregisseur und Filmproduzent

### K
- Karen Bass (* 1953), US-amerikanische Politikerin (Demokratische Partei) und Bürgermeisterin
- Kyle Bass (* 1969), US-amerikanischer Fondsmanager

### L
- L. G. Bass (Laura Geringer; * 1948), US-amerikanische Autorin
- Lance Bass (* 1979), US-amerikanischer Sänger, Schauspieler und Filmproduzent
- Lyman K. Bass (1836–1889), US-amerikanischer Politiker

### M
- Maria Cecilia Adelaide Bass (1897–1948), schweizerische Malerin
- Michael Bass, 1. Baron Burton (1837–1909), britischer Brauer und Politiker
- Michael Bass (Physiker) (* 1939), US-amerikanischer Physiker
- Michael Thomas Bass, Jr. (1799–1884), britischer Brauer und Politiker
- Mickey Bass (1943–2022), US-amerikanischer Jazzmusiker
- Mistie Bass (* 1983), US-amerikanische Basketballspielerin
- Moissei Grigorjewitsch Bass (1908–1984), sowjetischer Bauingenieur

### N
- Nathan Henry Bass (1808–1890), US-amerikanischer Politiker
- Nicole Bass (1964–2017), US-amerikanische Bodybuilderin und Schauspielerin
- Norman Bass, deutscher Hard Trance/Hard House DJ und Musikproduzent

### P
- Perkins Bass (1912–2011), US-amerikanischer Politiker

### R
- Ralph Bass (1911–1997), US-amerikanischer Musikproduzent
- Randy Bass (* 1954), US-amerikanischer Baseballspieler
- Raymond Bass (1910–1997), US-amerikanischer Konteradmiral und Turner
- Richard Bass (Mathematiker) (* 1951), US-amerikanischer Mathematiker
- Robert Bass (* 1948), US-amerikanischer Unternehmer
- Robert P. Bass (1873–1960), US-amerikanischer Politiker
- Ronald Bass (* 1942), US-amerikanischer Filmproduzent und Drehbuchautor
- Ross Bass (1918–1993), US-amerikanischer Politiker

### S
- Samuel Bass (Sam Bass; 1851–1878), US-amerikanischer Outlaw
- Sanchez Bass, Fußballschiedsrichter von St. Kitts und Nevis
- Saul Bass (1920–1996), US-amerikanischer Filmemacher und Grafiker

### T
- T. J. Bass (1932–2011), US-amerikanischer Autor
- Tom Bass (Pferdetrainer) (1859–1934), US-amerikanischer Pferdetrainer und Reiter
- Tom Bass (Bildhauer) (1916–2010), australischer Bildhauer und Maler
- Tyler Bass (* 1997), US-amerikanischer American-Football-Spieler

### V
- Valma Bass (* 1974), Sprinterin aus St. Kitts und Nevis
- Victor Bass (* 2006), deutscher Schauspieler, Skateboarder und Model

### W
- Warner Seelig Bass (1908–1988) (Werner), deutschamerikanischer Musiker
- William Bass (Unternehmer) (1717–1787), britischer Brauereiunternehmer
- William Hastings-Bass, 17. Earl of Huntingdon (* 1948), britischer Politiker und Pferdetrainer
- William M. Bass (* 1928), US-amerikanischer forensischer Anthropologe